# Orchesterverein Stuttgart

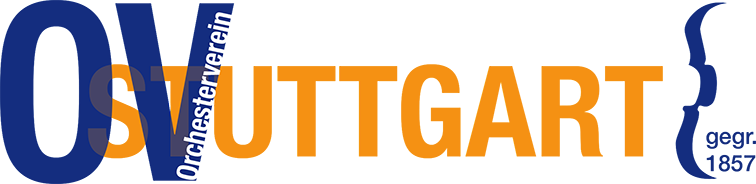

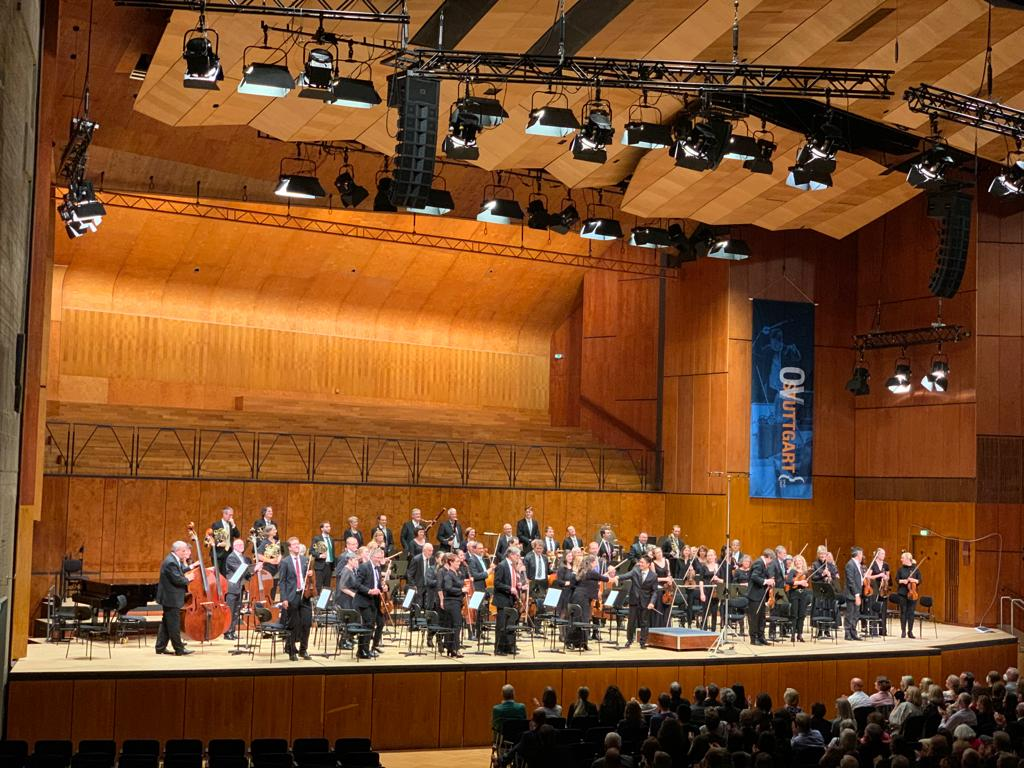
Orchester des OV Stuttgart 2022

Der Orchesterverein Stuttgart (in Kurzform OV Stuttgart) ist ein Sinfonieorchester, dem praktizierende Amateurmusiker aus Stuttgart und Umgebung angehören. Diesem Zusammenschluss, organisiert als eingetragener Verein gehören ferner fördernde Mitglieder an. Das Orchester, dem rund 80 Mitglieder angehören, wird von einem professionellen Musiker geleitet und arbeitet regelmäßig mit professionellen Solisten zusammen. Eine wichtige Aufgabe des Orchestervereins ist die Förderung junger Solistentalente.

## Geschichte
Der Orchesterverein Stuttgart wurde 1857 gegründet und gehört zu den ältesten Institutionen dieser Art in Deutschland. Die Initiative zur Gründung ging von Rudolf Zumsteeg und Johann Zundel aus. Beide waren Enkel des Stuttgarter Hofdirigenten Johann Rudolf Zumsteeg (1760–1802), der Freund von Friedrich Schiller und Johann Heinrich Dannecker und einziger bedeutenderer Komponist, den Stuttgart in alter Zeit hervorgebracht hat, war. Bis in das 20. Jahrhundert betrieb der Verein das einzige reine Symphonieorchester in Stuttgart. Künstlerische Leiter, gleichzeitig auch Dirigenten, waren stets Persönlichkeiten aus der professionellen Musikszene. In dieser Zeit war der Verein, der auch gesellschaftliche Veranstaltungen bot, eine im Bildungsbürgertum hoch angesehene Institution. Zu seinen Unterstützern gehörten Honoratioren bis hinauf in das württembergische Königshaus.
Viele Werke der Klassiker wurden in Stuttgart vom Orchesterverein zum ersten Mal aufgeführt, darunter die „Unvollendete“ von Franz Schubert, das „Tripelkonzert“ von Ludwig van Beethoven und die „Nullte Symphonie“ von Anton Bruckner. Zur Programmatik des Orchestervereins gehörte neben der „Aufführung von guten Instrumentalwerken, namentlich älterer Meister“, auch die Präsentation der damals zeitgenössischer Stücke, etwa von Richard Wagner, Johannes Brahms und Bruckner. Heute liegt der Schwerpunkt der Aktivität des Orchestervereins bei den großen Werken von der Klassik über die Spätromantik bis hin zur klassischen Moderne. Eine Besonderheit waren über viele Jahre Konzerte mit den Solisten des „Stuttgarter Balletts“. Insgesamt hat der Orchesterverein in seiner Geschichte mehr als 500 Konzerte gegeben.

## Künstler
Immer wieder traten mit dem Orchesterverein international bekannte oder bekannt gewordene Künstler auf, in den zwanziger Jahren des letzten Jahrhunderts etwa Wolfgang Windgassen, Max Pauer und Wilhelm Kempff, in neuerer Zeit Gerhard Oppitz und Dinorah Varsi (Klavier), Mischa Maisky (Cello), Albrecht Mayer (Oboe), Aurèle Nicolet (Flöte), Edda Moser, Felicia Weathers und Sylvia Geszty (Gesang) sowie Hideyo Harada (Klavier). Zu den mittlerweile bekannten Musikern, mit denen man teilweise immer wieder und meist schon im Jugendalter musizierte, gehören Tanja Becker-Bender und Isabelle Faust (Violine) sowie Daniel Müller-Schott und Sebastian Fritsch (Cello). Die Spitzenpositionen einschließlich der des Dirigenten sind mit professionellen Musikern oder Musikpädagogen besetzt. Der aktuelle Künstlerische Leiter des Orchesters ist seit dem Jahre 2011 Alexander Adiarte.

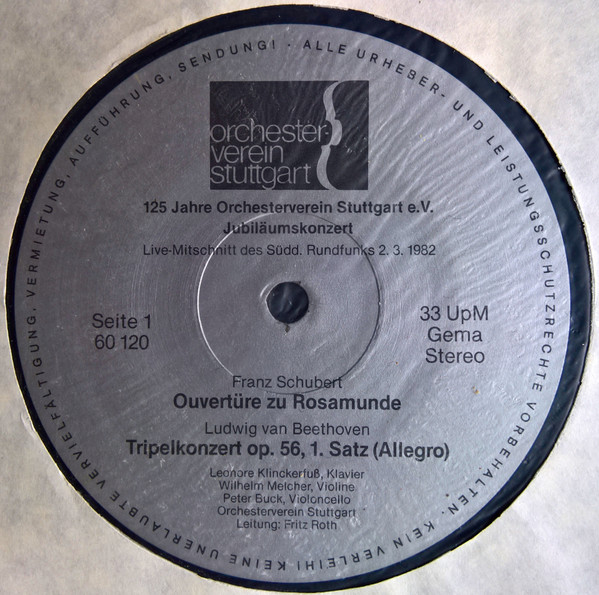
Label 1 zum Mitschnitt des Jubiläumskonzerts zum 125 Jahre Bestehen des Orchestervereins Stuttgart vom 2. März 1982.

## Veranstaltungen
Der Verein veranstaltet in der Regel drei Konzerte im Jahr. Im Frühjahr und im Herbst tritt das Orchester in voller Stärke im Beethoven-Saal der Stuttgarter Liederhalle und im Mai in kammermusikalischer Besetzung im Konzertsaal der Musikhochschule Stuttgart auf. Insbesondere bei den Kammerkonzerten kommen auch ausgefallenere Werke, nicht zuletzt aus dem 20. Jahrhundert, zur Aufführung. Außerdem wird hierbei Absolventen der Musikhochschule Gelegenheit zum Soloauftritt, unter anderem im Rahmen von Abschlussprüfungen, gegeben. Die Mitschnitte mancher Konzerte wurden auf Trägern vertrieben.

## Künstlerische Leiter
- 1857–1858 Johann Zundel, Musikdirektor
- 1858–1861 Immanuel Faißt, Professor und Direktor des Konservatoriums Stuttgart
- 1861–1867 Egmont Fröhlich, Musikdirektor
- 1867–1871 Dionys Pruckner, Professor am Konservatorium Stuttgart
- 1871–1872 Reinhold Seyerlen, Professor am Konservatorium Stuttgart
- 1874–1876 Max Laistner, Musikdirektor
- 1877–1878 Carl Schuler, Lehrer am Konservatorium Stuttgart
- 1878–1887 Rafael Winternitz, Korrepetitor am Königlichen Hoftheater Stuttgart
- 1887–1894 Karl Julius Schwab, Chordirektor  m Königlichen Hoftheater Stuttgart
- 1894–1900 Samuel de Lange, Professor am Konservatorium Stuttgart
- 1900–1927 Hugo Rückbeil, Königlicher Musikdirektor
- 1927–1939 Walter Rehberg, Professor an der Hochschule für Musik in Stuttgart
- 1939–1940 Carl Leonhardt, Professor an der Universität Tübingen
- 1940–1958 Philipp Mohler, Professor an der Staatlichen Hochschule für Musik in Stuttgart
- 1958–1961 Gerhard Frommel. Professor an der Staatlichen Hochschule für Musik in Stuttgart
- 1961–1976 Martin Hahn, Kirchenmusikdirektor
- 1976–2011 Fritz Roth, Oberstudienrat und Musiklehrer am Friedrich-Eugens-Gymnasium in Stuttgart
- seit 2011 Alexander G. Adiarte, Dirigent und Musikwissenschaftler